# Hitwezen

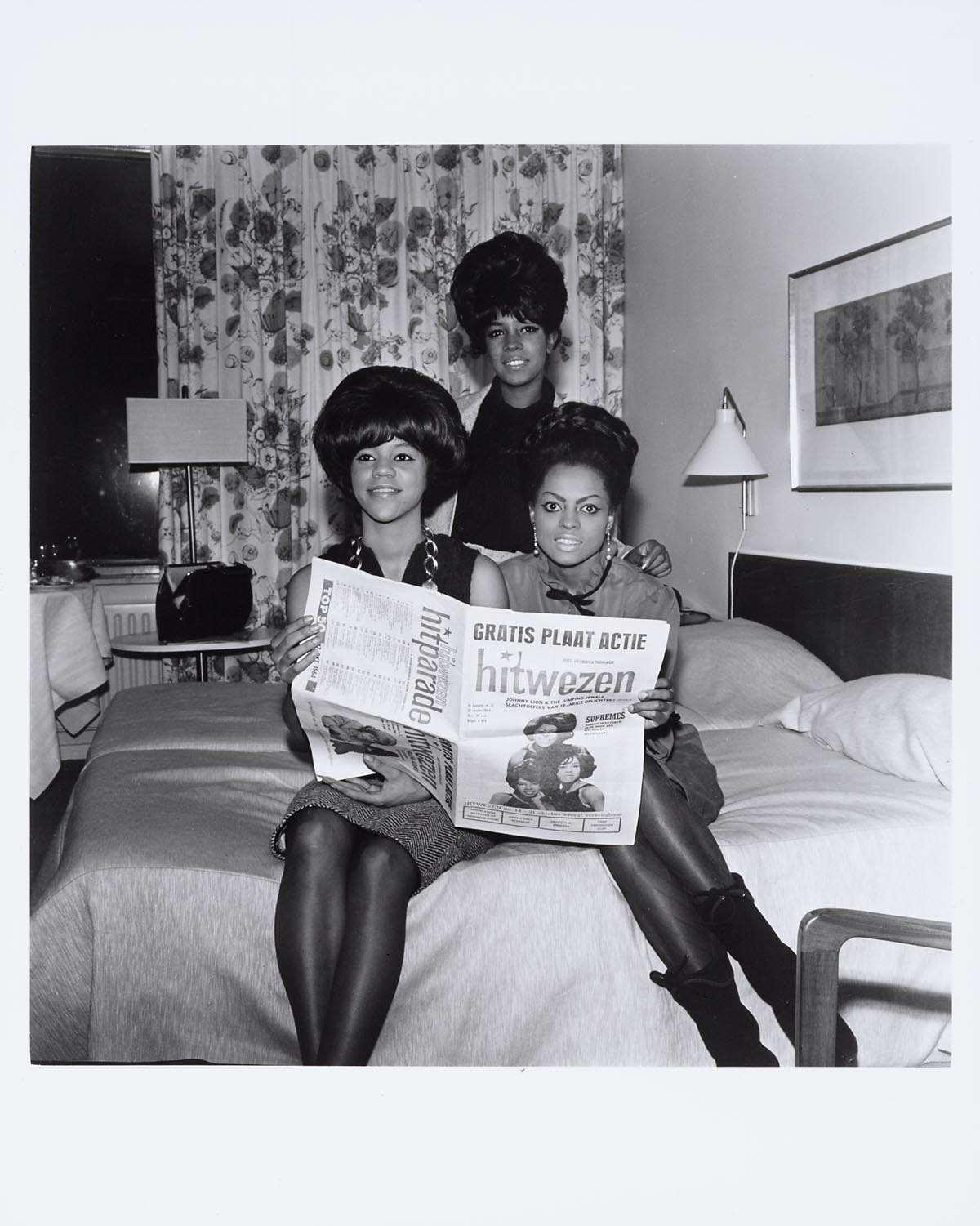
The Supremes

Hitwezen was een tweewekelijks blad, gedrukt op krantenpapier, dat op 2 mei 1964 voor het eerst verscheen. 
De hoofdredacteur was in die tijd Joost den Draaijer (Willem van Kooten). Naast actuele informatie en artikelen over diverse artiesten stond in dit blad ook een aantal hitparades, namelijk De Nederlandse Top 50 (ook wel Hitwezen Top 50), de Amerikaanse en Engelse top 10 (later top 30), Belgische top 10 (later top 20) en de Franse en Duitse top 10.
Op 8 januari 1965 werd de laatste Top 50 afgedrukt. Daarna werd de zogenoemde Nederlandse Hitparade opgenomen in het blad. Men kan hier spreken van de voorloper van de Top 40. In de loop van 1965 hield het blad op te bestaan.